# Asterochernes kuscheli
Espèce
Asterochernes kuscheli est une espèce de pseudoscorpions de la famille des Chernetidae.

## Distribution
Cette espèce se rencontre au Chili et en Argentine.

## Description
Le mâle holotype mesure 3 mm et la femelle paratype 3,5 mm.

## Liste des sous-espèces
Selon Pseudoscorpions of the World (version 3.0) :
- Asterochernes kuscheli kuscheli Beier, 1964 du Chili
- Asterochernes kuscheli patagonicus Beier, 1964 d'Argentine

## Étymologie
Cette espèce est nommée en l'honneur de Guillermo Kuschel.
Le nom de la sous-espèce lui a été donné en référence au lieu de sa découverte, la Patagonie.

## Publications originales
- Beier, 1964 : Die Pseudoscorpioniden-Fauna Chiles. Annalen des Naturhistorischen Museums in Wien, vol. 67, p. 307-375 (texte intégral).
- Beier, 1964 : The zoological results of Gy. Topal's collectings in South Argentina. 15. Pseudoscorpionidea. Annales Historico Naturales Musei Nationalis Hungarici, vol. 56, p. 487-500.